# Justicia oranensis
Justicia oranensis är en akantusväxtart som beskrevs av N. de Marco och T. Ruiz. Justicia oranensis ingår i släktet Justicia och familjen akantusväxter. Inga underarter finns listade i Catalogue of Life.